# The Dream Cheater
The Dream Cheater er en amerikansk stumfilm fra 1920 af Ernest C. Warde.

## Medvirkende
- J. Warren Kerrigan som Brandon McShane
- Wedgwood Nowell som Angus Burton
- Alice Wilson som Mimi Gascoigne
- Joseph J. Dowling som Shib Mizah
- Tom Guise som Patrick Fitz-George
- Fritzi Brunette som Pauline Mahon
- Aggie Herring
- Sam Sothern som Shamus McShane